# Coal Bank Pass
Der Coal Bank Pass ist ein Gebirgspass im südwestlichen Teil des US-Bundesstaates Colorado im San Juan County. Der Pass liegt im San Juan National Forest und verläuft zwischen Tacoma im La Plata County und dem Molas Pass. Über den Pass führt der Million Dollar Highway, Teil des U.S. Highway 550.